# Antônio Afonso de Miranda
Antônio Afonso de Miranda (Cipotânea, 14 april 1920 – aldaar, 11 oktober 2021) was een Braziliaans bisschop van de Rooms-Katholieke Kerk.

## Biografie
Afonso de Miranda werd in 1945 tot priester gewijd. In 1971 werd hij tot bisschop gewijd. Door paus Paulus VI werd hij tot bisschop benoemd van het bisdom Lorena. Tussen 1981 en 1996 was hij bisschop van het bisdom Taubaté. Datzelfde jaar ging hij met emeritaat. 
In 2021 overleed hij op 101-jarige leeftijd.